# Pterolonquídeos
Pterolonquídeos (Pterolonchidae) é uma família de insectos da ordem Lepidoptera.